# Louis Prax
 Ikke at forveksle med Jean-Louis Prax.
Louis Prax (29. februar 1864 – 1950) var en fransk general og uddannet ved École spéciale militaire de Saint-Cyr. Han var med desuden professor ved selv samme akademi samt med i æreslegionen.